# McCord Bend
Pour les articles homonymes, voir Bend (homonymie).
McCord Bend est un village situé au centre du comté de Stone, dans le Missouri, aux États-Unis,. Il est incorporé en 1989.

## Démographie
Lors du recensement de 2010, le village comptait une population de 297 habitants. Elle est estimée, en 2016, à 284 habitants.

### Source de la traduction
- (en) Cet article est partiellement ou en totalité issu de l’article de Wikipédia en anglais intitulé « McCord Bend, Missouri » (voir la liste des auteurs).